# Pokémon Colosseum
Pokémon Colosseum (jap. ポケモンコロシアム Pokemon Koroshiamu) – japońska gra fabularna z serii Pokémon stworzona przez Genius Sonority i wydana przez The Pokémon Company i Nintendo. Gra została wydana na konsole GameCube 21 listopada 2003 w Japonii, 22 marca 2004 w Ameryce Północnej i 14 maja 2004 w Europie. W przeciwieństwie do poprzednich tytułów z serii, w grze nie występują losowe potyczki z pokémonami; zamiast tego gracz może „podkradać” pokémony innych Trenerów Pokémon. Gra oferuje również kilka trybów bitewnych dla pojedynczego gracza oraz rozgrywkę dla wielu graczy.
Akcja gry rozgrywa się w pustynnym regionie Orre (jap. オーレ地方 Ōre Chihō). Bohaterem jest Wes (jap. レオ Reo), były członek Team Snagem (jap. スナッチ団 Sunatchi-dan). W trakcie rozgrywki gracz ratuje „Shadow Pokémona”, porwanego przez Team Cipher (jap. シャドー団 Shadō-dan), antagonistyczną organizację. Rui, postać, której gracz nie może kontrolować, służy jako pomocnik Wesa i identyfikuje „Shadow Pokémona”.

## Odbiór gry
Gra okazała się komercyjnym sukcesem, do 2007 roku sprzedano 1,15 miliona jej kopii w Stanach Zjednoczonych i ponad 650 tys. w Japonii. Była to najlepiej sprzedająca się gra fabularna na platformę GameCube.